# Earth Overshoot Day
Earth Overshoot Day (EOD, dansk: Jordens overforbrugsdag) eller blot Overshoot Day er den dag på et kalenderår, hvor det er beregnet, at Jordens befolkning har forbrugt den mængde ressourcer, som planeten kan gendanne på et år. I 2024 faldt dagen 1. august.
Der kan også beregnes nationale overforbrugsdage for de enkelte lande. I Danmark er Overshoot Day i 2025 den 19. marts.

## Beregning
Datoen beregnes ud fra følgende formel:
{\displaystyle ({\text{Verdens biokapacitet}}/{\text{Verdens økologiske fodaftryk}})\times 365}{\displaystyle \,={\text{Earth Overshoot Day}}}
Verdens biokapacitet er den mængde ressourcer, som Jorden producerer på et år, mens verdens økologiske fodaftryk er et mål for menneskehedens forbrug på et år. Set fra et økonomisk perspektiv er EOD et udtryk for den dag på året, hvor menneskeheden kommer i økologisk underskud. Inden for økologien betegner Earth Overshoot Day det niveau, hvormed samfundet overskrider sit miljø. Gennem mange år er datoen for EOD forekommet tidligere og tidligere; i 2024 blev den nået 1. august, en dag tidligere end i 2023.
I 2020 betød den verdensomspændende coronavirusepidemi, at Jordens overforbrugsdag faldt adskillige dage senere end året forinden.
Earth Overshoot Day beregnes officielt af Global Footprint Network, som er en kampagne, der støttes af en lang række ngo'er. Det er muligt på Internettet at finde informationer om beregningen af den generelle EOD.

## Overshoot Day i Danmark
Overshoot Day kan også beregnes for hvert enkelt land. Der er stor forskel på, hvornår dagen nås for de enkelte lande i verden. I 2025 oprinder Overshoot Day den 19. marts i Danmark. I Qatar, hvor dagen nås først, er datoen allerede 6. februar. I langt de fleste lande nås dagen dog først senere end i Danmark. I Sverige er det den 10. april og i Norge 16. april.